# Andreas Herzog
Andreas Herzog (født 10. september 1968 i Wien, Østrig) er en østrigsk fodboldtræner og tidligere fodboldspiller, der spillede som midtbanespiller hos flere europæiske klubber, samt for Østrigs landshold. Af hans klubber kan blandt andet nævnes Rapid Wien i hjemlandet samt tyske Werder Bremen og Bayern München. Han havde desuden et kortvarigt ophold hos Los Angeles Galaxy i USA.
Han har siden 2011 været tilknyttet det amerikanske fodboldforbund som assistent træner for A-landsholdet. Tidligere har han været assistent træner for Østrigs A-landshold og cheftræner for Østrigs U/21 landshold.

## Landshold
Herzog spillede i årene mellem 1988 og 2003 hele 103 kampe for Østrigs landshold, hvori han scorede 26 mål. Dette giver ham rekorden for flest spillede kampe i det østrigske landsholds historie. Han repræsenterede sit land ved både VM i 1990 i Italien samt VM i 1998 i Frankrig.